# 李君夏
李君夏，CBE，QPM，CPM（英語：Li Kwan-ha，1937年7月3日—2017年1月23日），籍贯广东新会七堡，前皇家香港警務處處長，於1989年12月接替前任處長顏理國成為香港警隊第一位華人處長。

## 簡歷

### 早年生活
李君夏早年入讀英皇書院，接受文法教育，與前警務處處長許淇安是師兄弟，二人同是曾長期擔任英皇書院英文科及歷史科教師、何鴻燊胞妹莫何婉穎的學生。由於戰後英皇書院預科未有文科班，故轉到新建成的伊利沙伯中學，並於1957年於伊利沙伯中學中五畢業。李在校時是伊利沙伯中學九龍20旅童軍成員，於1957年英文中學會考中考獲中文、中國歷史與文學、地理以及公民科4科「良」等成績，與前香港立法局議員陳濟強為同屆同學。

### 警隊生涯
1957年毕业後投考成功加入香港警察隊，成为见习督察，於1969年4月升任為警司，於1978年升任為總警司。李君夏曾經是由倫敦軍情機構控制的皇家香港警察政治部特工，在香港從事反間諜和內部保安工作，期間遠赴英國情報機關軍情五處受訓。
李於1979年升任為警務處助理處長，於1984年升任為警務處高級助理處長，於1985年升任為警務處副處長，當香港進入「過渡期」後，香港政府於1989年12月顏理國退休時委任了李君夏為警務處處長，成為首位出任此職的華人。
1990年9月20日，李君夏位於太平山馬己仙峽道的官邸被兩名賊人爆竊，損失一批財物，此事件引起了掀然大波，令人擔憂香港治安狀況；當時，以詼諧歌曲聞名的歌手尹光在〈新雪姑七友〉中作詞嘲諷事件。
1994年，李君夏卸任警务处处长。由於還有300多天假期，實際脫離公務員行列是在1995年。

### 退休
李君夏從警務處退休後，隨即加入長江實業及和記黃埔（兩者改組後成為長江和記實業有限公司（經營港口及相關服務、零售、基建、能源及電訊），以及長江實業地產有限公司（經營香港、內地和全球房地產），擔任顧問，負責保安事宜。李君夏当时負責成立一支保镖團隊，他认为啹喀兵接受过军事训練，刻苦耐劳，且不諳粵語，守密程度比较高，所以起用他们作為李嘉誠家庭的贴身保镖；司机则仍然使用華人，因为更熟悉香港道路。不過，由於他在退休前休假未結束就加入長實出任顧問，惹來違反規定的質疑。時任布政司陳方安生在立法局會議上稱會檢視申請人的新工作，與他在政府的職務有否衝突，才決定是否批准，如果有違例情況將會認真處理。她亦說高級公務員在退休前休假如要在外工作必須向政府申請。
1996年，張子强一度綁架富商李嘉誠之子李澤鉅，勒索贖金。當年已經退休的李君夏以保鏢身份向僱主家人提供意見，使肉參獲得安全釋放。
李君夏其後獲得委任為全國政協委員，又曾經擔任香港特別行政區籌備委員會委員及香港特別行政區第一屆政府推選委員會委員。然則，在香港主權移交後，李君夏曾被中央人民政府邀請到北京會面，要求他交代一些資料，但被李君夏拒絕，結果在北京返港時無人送機，與北上時有人接機歡迎形成對比。
2006年，當時年屆69歲的李君夏離任長和集團的顧問工作，正式過退休生活。退休後醉心鑽研古董及古玉，不時在荷李活道古董店舖一帶出現。李君夏早在三、四十歲時開始研究古玉，有數十年研究古玉的經驗，有過千年以上歷史的遠古玉器更是他的心頭好。其中一間古董店舖老闆娘與李君夏相識二十多年，大讚他「好好人」，從來沒有架子。 
2016年12月，李君夏出席九龍總商會新一屆理監事就職禮，當時精神尚算不錯，但有指他上下台需要別人攙扶，這是他離世前最後一次公開露面。

### 逝世
李君夏妻子在2007年逝世後，李君夏健康狀況開始轉差，晚年與細女兒同住同一屋苑，一直由她照顧雙親。在2017年1月23日，李君夏在薄扶林碧瑶灣寓所暈倒，他昏迷送往瑪麗醫院，經搶救後不治，終年79歲。時任特首梁振英、署理保安局局長李家超和警務處處長盧偉聰均表達哀悼，盧形容李君夏是一位「傑出的領袖」。